# Andriej Kariew
Andriej Giermanowicz Kariew, ros. Андрей Германович Карев, biał. Андрэй Германовіч Караў – Andrej Giermanowicz Karau (ur. 12 lutego 1985 w Elektrostali, ZSRR) – białoruski hokeista pochodzenia rosyjskiego. Reprezentant Białorusi, olimpijczyk.

## Kariera
- Kristałł Elektrostal (2005-2008)
- Junior Mińsk (2003-2007, 2013)
- Junost' Mińsk (2003-2014)
  -  Dynama Mińsk (2009, 2013)
- HK Szachcior Soligorsk (2014-2017)
- HK Homel (2017-2018)
- HK Lida (2018-)

Pochodzi z terenu obecnej Rosji. Wychowanek Kristałłu Elektrostal w rodzinnym mieście. Od 2003 karierę rozwijał na Białorusi. Wieloletni zawodnik Junosti Mińsk w białoruskiej ekstralidze. epizodycznie grał w klubie Dynama Mińsk w lidze KHL (2010, 2013). Od 2014 zawodnik Szachciora Soligorsk. Po trzech sezonach w 1027 został zawodnikiem HK Homel, a po roku w maju 2018 do HK Lida.
Został reprezentantem Białorusi. Uczestniczył w turniejach mistrzostw świata juniorów do lat 20 w 2005, zimowych igrzysk olimpijskich 2010, mistrzostw świata 2014.

## Sukcesy
Klubowe
- Złoty medal mistrzostw Białorusi: 2011 z Junostią Mińsk, 2015 z Szachciorem Soligorsk
- Puchar Kontynentalny: 2011 z Junostią Mińsk
- Brązowy medal mistrzostw Białorusi: 2013 z Szachciorem Soligorsk
- Srebrny medal mistrzostw Białorusi: 2016 z Szachciorem Soligorsk